# Marc Niveaux
Marc Niveaux est un homme politique français né le 19 août 1863 à Bonnes (Vienne) et décédé le 16 avril 1931 à Châtellerault (Vienne).
Propriétaire, il est maire de la Chapelle-Morthemer, conseiller général et député de la Vienne de 1919 à 1924, inscrit au groupe de la Gauche républicaine démocratique. Il est président de la commission des marchés de la guerre.

## Sources
- « Marc Niveaux », dans le Dictionnaire des parlementaires français (1889-1940), sous la direction de Jean Jolly, PUF, 1960 [détail de l’édition]